# Саккардо, Пьер Андреа
 Пье́р Андре́а (Пье́тро-Андре́а) Сакка́рдо (итал. Pier Andrea Saccardo, 23 апреля 1845, Тревизо—11 февраля 1920, Падуя) — итальянский ботаник, миколог.
В 1869 году назначен был профессором естественной истории в Технологическом институте в Падуе, а в 1879 году стал там же профессором ботаники и директором Орто-Ботанико в университете.
Научная деятельность Саккардо вращается почти исключительно в области микологии.
Главный труд Саккардо, в котором описано 32 000 видов грибов, напечатан под заглавием «Sylloge fungorum omnium huiusque cognitorum» (Падуя, 1882—1892, 10 т.).
Кроме того, ему принадлежат:
- Bryotheca Tarvisina (Тревизо, 1864)
- Della storia e letteratura della Flora Veneta (Милан, 1869)
- Sommario d’un corso di botanica (3 изд., Падуя, 1880)
- Musei Tarvisini (Тревизо, 1872)
- Mycologiae Venetae specimem (Падуя, 1873)
- Mycotheca Veneta (Падуя, 1874—1879)
- Micheli a commentarium mycologicum (Падуя, 1877—1882, 2 т.)
- Fungi italici autographice delineanti et colorati (Падуя, 1877—1886; 1 500 таблиц).

## Грибы, названные в честь Саккардо
Мордехай Кук назвал в честь Саккардо род Saccardia.